# You're a Big Girl Now
You're a Big Girl Now är en låt av Bob Dylan som lanserades på hans album Blood on the Tracks 1974. Låten spelades först in i en version 1974 i New York, men blev sedan en av de låtar på albumet som Dylan valde att spela in på nytt i Minneapolis i december samma år. New York-versionen togs med på samlingsalbumet Biograph 1985. Låten finns även med på konsertalbumet Hard Rain från 1976.
Liksom flera av de övriga låtarna på albumet handlar låten om förlorad kärlek och ett kärleksförhållande som tagit slut. Berättaren har inte på långa vägar kommit över den kvinna som han sjunger om.